# Nguyễn Phúc Miên Ký
Nguyễn Phúc Miên Ký (chữ Hán: 阮福綿寄; 5 tháng 4 năm 1838 – 15 tháng 12 năm 1881), tước phong Cẩm Xuyên Quận vương (錦川郡王), là một hoàng tử con vua Minh Mạng nhà Nguyễn trong lịch sử Việt Nam.

## Tiểu sử
Hoàng tử Miên Ký sinh ngày 11 tháng 3 (âm lịch) năm Mậu Tuất (1838), là con trai thứ 75 của vua Minh Mạng, mẹ là Cung nhân Nguyễn Văn Thị Xuân. Bà Xuân là người Gia Định, con gái của quan Chánh đội Nguyễn Văn Châu. Miên Ký là anh ruột cùng mẹ với hoàng nữ Nhu Tĩnh (3 tháng 8 năm 1839 – 11 tháng 4 năm 1845). Khi còn là hoàng tử, học hạnh của ông có tiếng, được vua khen.
Năm Minh Mạng thứ 21 (1840), vua cho đúc các con thú bằng vàng để ban thưởng cho các hoàng thân anh em, các hoàng tử công và hoàng tử chưa được phong tước. Hoàng tử Miên Ký được ban cho một con voi bằng vàng nặng 3 lạng 1 đồng cân.
Tháng 3 (âm lịch) năm Tự Đức thứ 3 (1850), thầy học của các hoàng thân là Võ Xuân Cẩn, đồng thời là cha vợ của vua, dâng sớ nói: "Các hoàng thân phần nhiều chỉ thích chơi đùa, không đến nghe giảng". Vua sai phủ Tôn Nhân xét duyệt thì chỉ có duy nhất hoàng thân Miên Ký là người chăm học không bỏ gián đoạn, được thưởng cho một đồng kim tiền Song long hạng lớn. Một số hoàng thân khác do bỏ học mà bị phạt lương bổng.
Năm Tự Đức thứ 12 (1859), hoàng thân Miên Ký được phong làm Cẩm Xuyên Quận công (錦川郡公), cùng với hoàng đệ Hồng Tiệp làm Mỹ Lộc Quận công.
Năm 1878, nhân dịp Ngũ tuần đại khánh của Tự Đức (lễ mừng nhà vua được 50 tuổi), vua thấy ông và Văn Lãng Quận công Hồng Dật (vua Hiệp Hòa sau này) đều là những hoàng thân giỏi văn hay chữ nên thăng tước cho ông làm Cẩm Quốc công (錦國公), hoàng đệ Hồng Dật cũng được thăng làm Lãng Quốc công.
Năm Tự Đức thứ 34, Tân Tỵ (1881), ngày 24 tháng 10 (âm lịch), quốc công Miên Ký qua đời, thọ 44 tuổi, thụy là Cung Mục (恭睦). Mộ của ông được táng tại Nguyệt Biều (Hương Thủy, Thừa Thiên - Huế), phủ thờ dựng tại Vĩ Dạ.
Năm 1918, vua Khải Định truy phong cho ông làm Cẩm Xuyên Quận vương (錦川郡王), cải thụy là Đoan Túc (端肅).
Quận vương Miên Ký có 7 con trai và 13 con gái. Ông được ban cho bộ chữ Thân (身) để đặt tên cho các con cháu trong phòng. Con trai thứ hai của ông là công tử Hồng Đả, con của vợ thứ, tập phong làm Hương hầu (鄉侯), sau được bổ dụng làm quan, thăng dần đến chức Chưởng vệ, Đề đốc Thanh Hóa, rồi về kinh làm Thống chế Binh nhất vệ rồi sung chức Hộ lăng.